# ابن أبي السرور البكري
شمس الدين محمد ابن أبي السرور البكري (نحو 1588 - 3 يونيو 1676) صوفي، مؤرخ وأديب مصري في القرن السابع عشر الميلادي/ القرن الحادي عشر الهجري.

وصف بأنه كان «جميلَ الخَلق حَسَن الخُلق وعليه نعمةٌ ظاهرةٌ في المَلبَس والمأكل والخِدمة (المسكن).»
وكان عميد الأسرة البكرية في وقته، كما كان وثيق الصلة بالولاة العثمانيين. وهو من أقطاب الصوفية في زمنه وكذلك كان «طلق اللِّسان فصيح العبارة ناثراً وشاعراً متين الصِّاغة حسَنَ الصِّناعة». وله ديوان وهو مصنف متعدد نواحي الشَّخصية، له تآليف في التفسير والفقه والجغرافية والتاريخ والرياضيات.

## سيرته
هو شمس الدين أبو الحسن محمد بن محمد زين العابدين أبي السُرور بن محمد أبي المكارم بن عليُّ البكريُّ الصديقي المصري. ولد في القاهرة نحو سنة 998هـ / 1588م. نشأ ابن أبي السرور في مصر، مُنتميًا لأسرة ذات مكانة وجاه وثروة، ولها مقامٌ في التصوف والاجتماع. بدأ في طلب العلم من خلال حفظ القرآن ثم برع في فنون عديدة كالتفسير والحديث والتصوف خاصةً. ثم تصدّر للتدريس والإفادة في بيتهم - وكان في الليالي المباركة عند المسلمين (مولد النبي وليلة الإسراء ومنتصف شعبان) يتصدر للتدريس في الجامع الأزهر. ثم أنه ترك ذلك لما تقدّمت به السن واستقلّ للتدريس في بيت أسرته. وكانت رئاسة آل البكري قد انتقلت إليه.

وكانت وفاة ابن أبي السرور البكري في 22 ربيع الأول 1087/ 3 يونيو 1676 في القاهرة.

## مؤلفاته
- عيون الأخبار ونزهة الأبصار: يقع في مجلد ضخم ويقدم تاريخاً موجزاً لبدء الخليقة ثم البعثة النبوية مروراً بكل دول الإسلام التي جاءت قبل الدولة العثمانية.
- النزهة الزهية في ولاة مصر والقاهرة المعزية: يخص به تاريخ مصر، فيقدم نتفاً عن تاريخها في الجاهلية، ثم يتناول تاريخها الإسلامي بدولة المتعددة حتى الدولة العثمانية التي يتناول أخبار ولاتها بالتفصيل.
- الروضة المأنوسة في أخبار مصر المحروسة: ويتناول فضائل مصر وأخبار حكامها وقضاتها العثمانيين.
- المنح الرحمانية في الدولة العثمانية، ويتناول تاريخها كما هو واضح من العنوان.
- قطف الأزهار من الخطط والآثار، وهو مختصر لخطط المقريزي.
- كتاب في نهر النيل: ذكر فيه النيل وما ورد فيه من الآيات والأحاديث وما يتعلق به من ذكر مبدئه ومن أين يأتي.
- الكواكب السائرة في أخبار مصر القاهرة
- الدُّرّة المُدانة في وقائع الكِنانة
- التُّحفة البَهيّة في تملُّك آلِ عثمان الديار المصرية
- سمير الأصحاب ونُزهة ذوي الألباب
- المِنَحُ الربّانيّة في تاريخ الدولة العثمانية
- الدُّرَر العصماء في طبقات الفُقهاء
- الروضة النَّدِيّة في طبقات الصوفية
- عينُ اليقين في تاريخ المؤلّفين
- الدُّرَرُ في الأخبار والسير: تاريخ في ثلاثين أجزاء
- الدُّرّ الجُماني في مناقب الشيخ العجمي الكوراني
- فيض المنان في ذكر دولة بني عثمان
- اللطائف الربانية في المنح الرحمانية
- تفسير القرآن الكريم: المعروف بتفسير ابن أبي السرور
- النور المُبين في توضيح ما في «إحياء علوم الدين»
- الوشيُ المرقوم في النُّطق المفهوم
- القول المُقتَضَب فيما وافق لُغة أهل مصر من لُغة العرب
- رسالة في ربع المقنطرات [4]